# Harriet Köhler
Harriet Köhler (* 5. Mai 1977 in München) ist eine deutsche Schriftstellerin.

## Leben und Werk
Köhler studierte Kunstgeschichte und besuchte die Deutsche Journalistenschule in München, während ihres Studiums besuchte sie 2001 einen Lehrgang für Kriegsberichterstatter der Bundeswehr. Danach arbeitete Köhler als freie Autorin unter anderem für Die Zeit, den Tagesspiegel, GQ, Neon, den Zündfunk des Bayerischen Rundfunks, den Musiksender MTV und als Restaurantkritikerin für die Süddeutsche Zeitung. 2007 erschien ihr Roman Ostersonntag, der in einer Dramenfassung im gleichen Jahr auch am Staatsschauspiel Dresden uraufgeführt wurde.
Köhler lebt in Berlin.

## Auszeichnungen
- Klagenfurter Literaturkurs 2006
- Aufenthaltsstipendium des Literaturhaus Frankfurt im Bodman-Haus in Gottlieben, Thurgau (CH) 2010

## Werke

### Romane
- Ostersonntag. Kiepenheuer und Witsch, Köln 2007. ISBN 978-3-462-03764-7
- Und dann diese Stille. Kiepenheuer und Witsch, Köln 2010. ISBN 978-3-462-04191-0

### Sachbuch
- Gebrauchsanweisung fürs Daheimbleiben. Piper, München 2019. ISBN 978-3-492-27735-8

### Beiträge
- Regen, kein Schnee. In: The Gold Collection. Suhrkamp, Frankfurt 2007. ISBN 978-3-518-45912-6
- L’apprenti sorcier. Als Lehrling in der Spitzengastronomie. In: Johannes Ullmaier (Hrsg.): Schicht! Arbeitsreportagen für die Endzeit. Suhrkamp, Frankfurt 2007. ISBN 978-3-518-12508-3
- Ich nicht. In: treffen – Poetiken der Gegenwart. Ein Werkstattbuch. Hildesheim 2008. ISBN 978-3-9812363-0-9
- Soziologie des Leberwurstbrots. In: Dinner for One. Vom Glück, in der Küche eine Verabredung mit sich selbst zu haben. Berlin Verlag, Berlin 2012. ISBN 978-3-8333-0842-0
- Flo, der Flummi und das Schnack. In: David Rupp (Hrsg.): Flo, der Flummi und das Schnack. Köln, 2020. ISBN 978-3-462-00041-2

### Herausgeberschaft
- Harriet Köhler und Karsten Kredel (Hrsg.): Gute Vorsätze, schlechtes Karma. Geschichten vom Ende des Jahres. Suhrkamp, Frankfurt 2008. ISBN 978-3-518-46026-9